# John Murphy (kirurg)
John Benjamin Murphy, född 21 december 1857 i Appleton, Wisconsin, död 11 augusti 1916 i Mackinac Island i Mackinac County, Michigan, var en amerikansk kirurg.
Efter studier först i USA sedan i Europa, bland annat i Wien, blev Murphy 1892 professor i kirurgi vid College of physicians and surgeons i Chicago samt från 1908 vid Northwestern university. Murphy verkade dessutom från 1895 som kirurg vid Mercy hospital. Murphy var framför allt bukkirurg. För anläggande av konstgjord förbindelse mellan två tarmslyngor eller mellan magsäck och tunntarm konstruerade Murphy en speciell fixationsanordning den så kallad Murphys knapp.